# 韦逌
韋逌（?—?），唐朝京兆万年人，司农卿韋弘機曾孙，房州刺史韦景骏的第三子，韋述的弟弟。
韋逌学业仅次于韋述，尤精通《三礼》，与韋述对为学士，二哥韋迪，同为礼官，时人以之为荣。趙冬曦兄弟也有名。張說称赞道“韦、赵兄弟，人之杞梓”。韦氏中，孝友、词学为韦承庆、韦嗣立，音乐为韦万石，礼仪为韦叔夏，史才博识为韦述。开元二十五年（737年），太常卿韋縚让博士韦逌、直太乐尚冲、乐正沈元福、郊社令陈虔、申怀操等，铨叙前后所行用乐章，为五卷，交给太乐、鼓吹两署，令工人习奏。官至考功员外郎、国子司业，以风疾去世。